# Maxime Gobert
Maxime Gobert (ur. 22 sierpnia 2001) – francuski judoka. Startował w Pucharze Świata w 2019 i 2022. Brązowy medalista igrzysk śródziemnomorskich w 2022. Trzeci na MŚ juniorów i drugi na ME juniorów w 2021.